# گغارد، ارمنستان
گغارد (به ارمنی: Geghard) یک روستا در ارمنستان است که در استان کوتایک واقع شده‌است.  در کیلومتری شمال  هرازدان، مرکز استان کوتایک واقع شده‌است.

## خصوصیات
گغارد ۳۳۷ نفر جمعیت دارد و در ارتفاع متر (پا) بالاتر از سطح دریا قرار گرفته‌است.
| سال   | ۱۸۳۱ | ۱۸۹۷ | ۱۹۱۴ | ۱۹۲۶ | ۱۹۳۹ | ۱۹۵۹ | ۱۹۷۹ | ۲۰۰۱ | ۲۰۰۴ |
| جمعیت |      |      |      |      |      |      |      |      |      |

## جاذبه‌های تاریخی

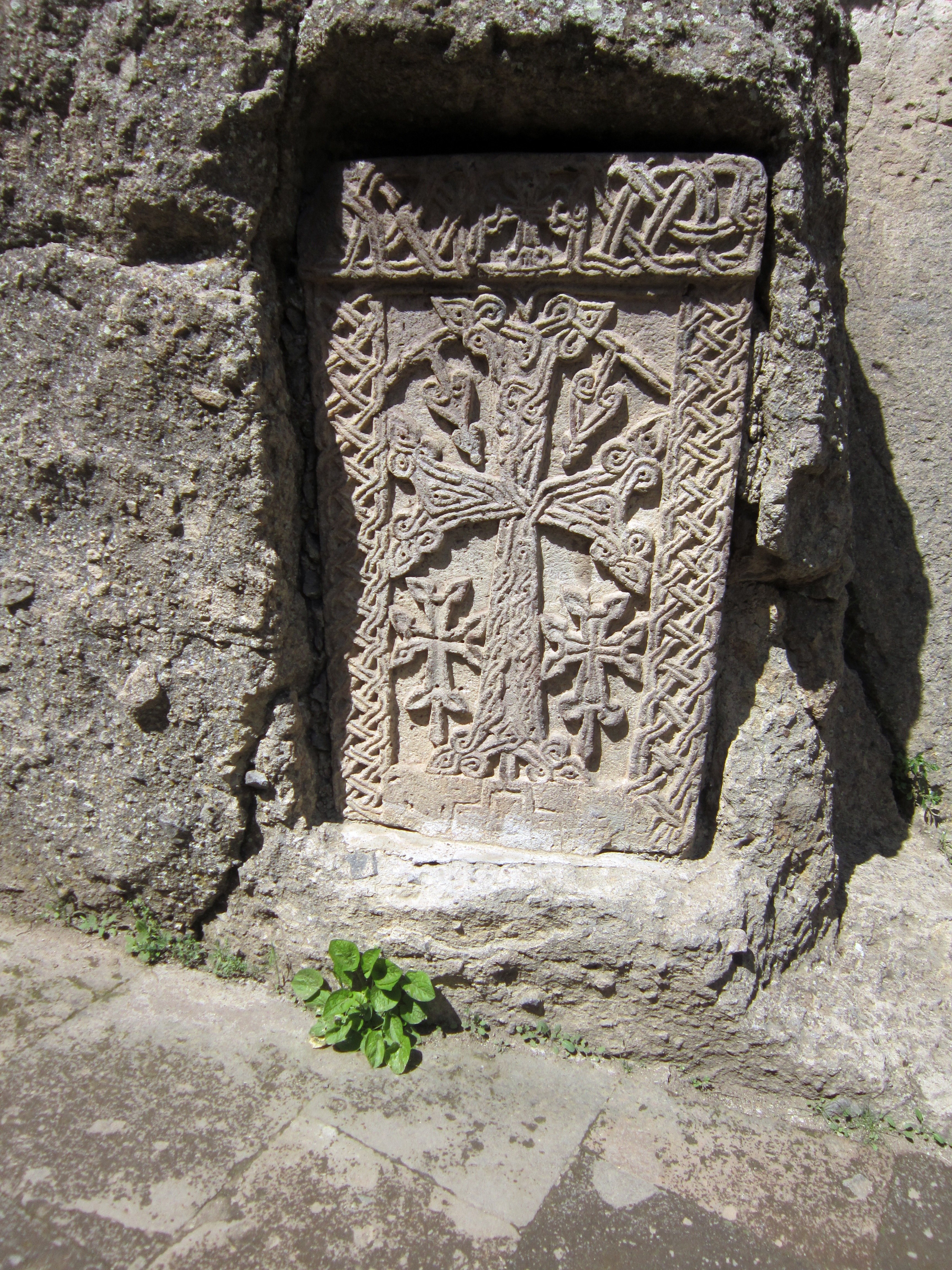
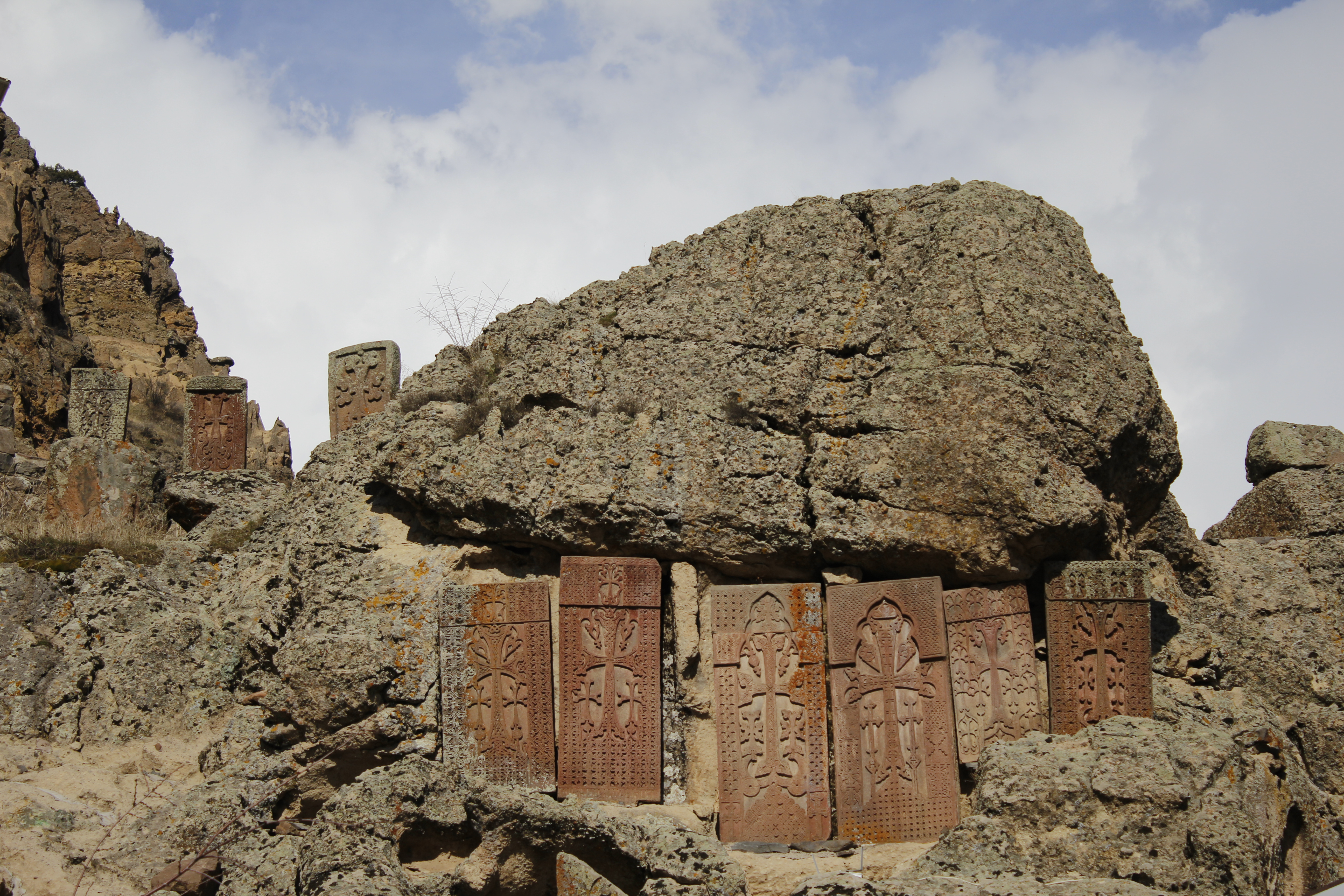
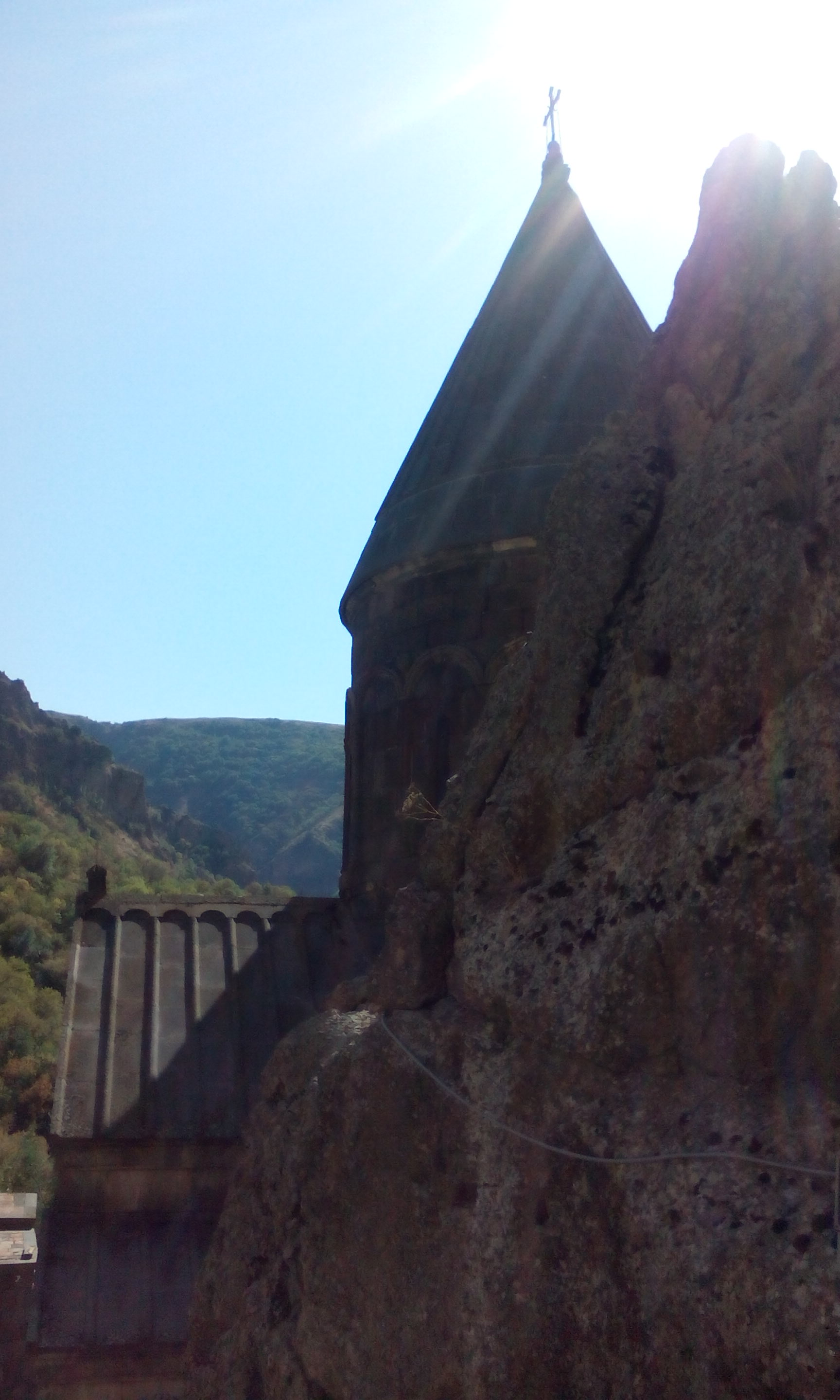
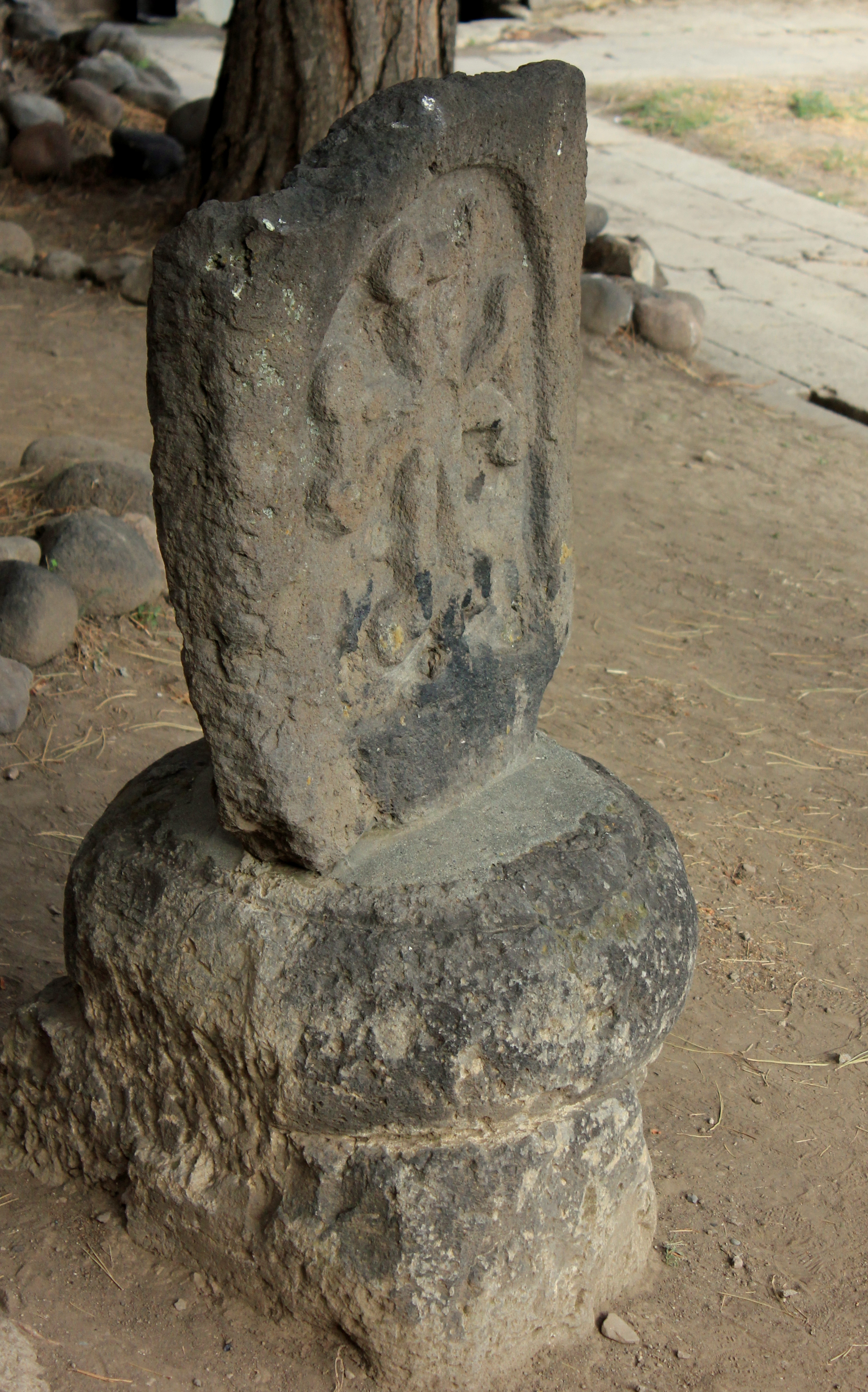
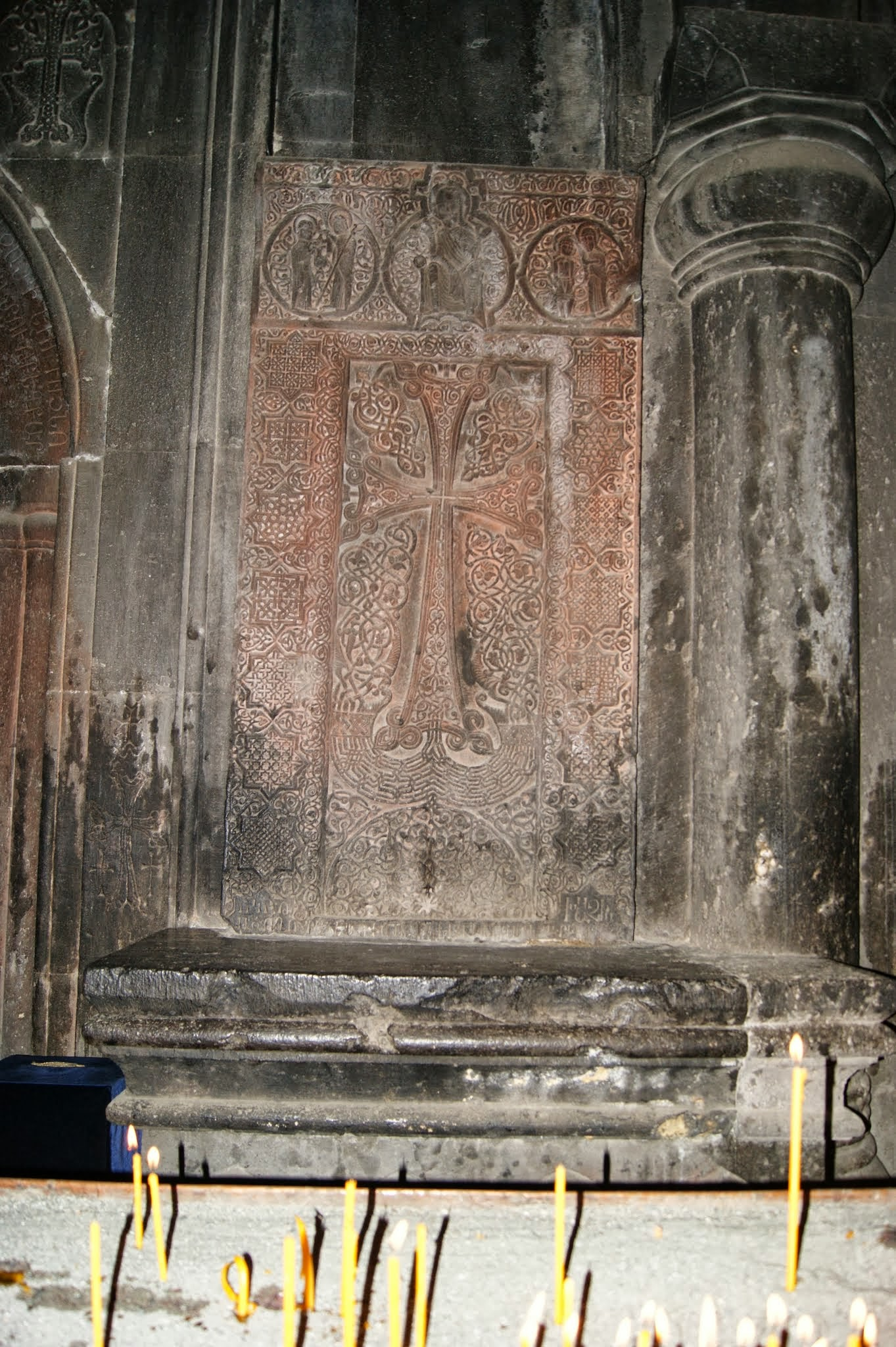
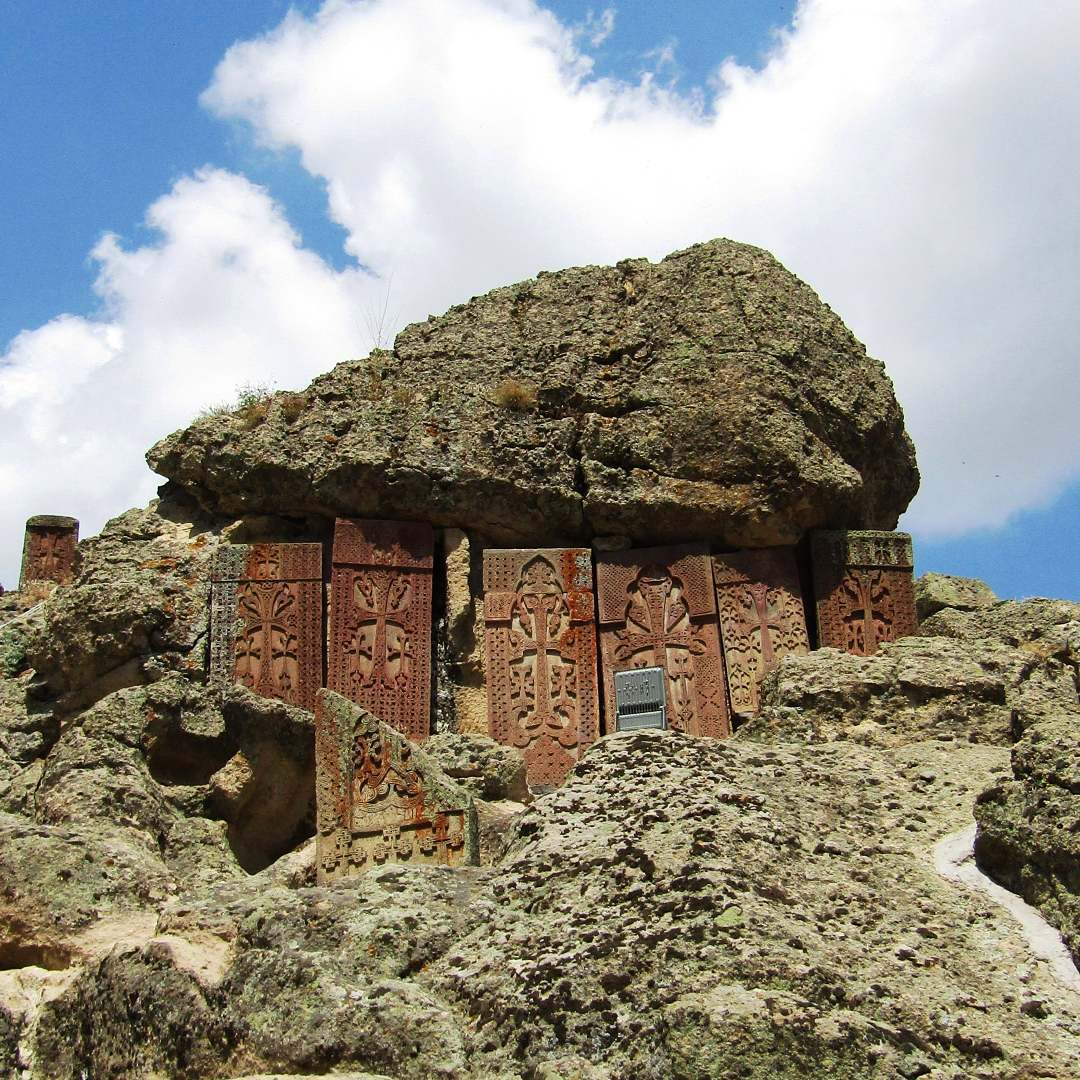